# Лоазовые

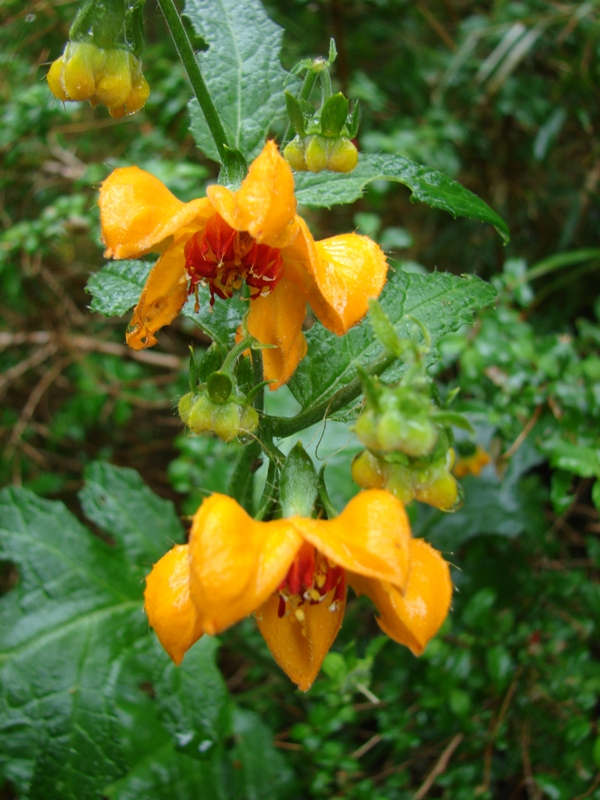
(Loasa acanthifolia)

Лоазовые (лат. Loasaceae) — семейство двудольных растений, входящее в порядок Кизилоцветные (Cornales). Включает около 270 видов.

## Ботаническое описание
Семейство включает однолетние, двулетние и многолетние травянистые растения, а также кустарники и небольшие деревья.

## Ареал
В природе лоазовые встречаются в Северной и Южной Америке, а также в Африке.

## Таксономия
Семейство Лоазовые включает 21 род в 4 подсемействах:
- Подсемейство Gronovioideae M.Roem. — 3 рода:

Cevallia Lag.
Fuertesia Urb.
Gronovia L.
- Подсемейство Loasoideae Gilg — Лоазовые включает 13 родов в 2 трибах:

Триба Klaprothieae Gilg — 3 рода:
Klaprothia Kunth
Plakothira Florence
Xylopodia Weigend
Триба Loaseae Rchb. — Лоазовые включает 10 родов:
Aosa Weigend
Blumenbachia Schrad.
Caiophora C.Presl
Chichicaste Weigend
Huidobria Gay
Kissenia R.Br. ex Endl. — Киссения
Loasa Adans.
Nasa Weigend
Presliophytum (Urb. & Gilg) Weigend
Scyphanthus Sweet
- Подсемейство Mentzelioideae Gilg — 3 рода:

Eucnide Zucc.
Mentzelia L. — Ментцелия
Schismocarpus S.F.Blake
- Подсемейство Petalonychoideae Weigend — 1 род:

Petalonyx A.Gray